# Arrest Bunde/Erckens
Het arrest Bunde/Erckens of Misverstandarrest is een arrest van de Nederlandse Hoge Raad (HR 17 december 1976, NJ 1977/241) dat betrekking heeft op een overeenkomst die tot stand is gekomen terwijl tussen de twee partijen een misverstand bestond over de inhoud.

## Casus
Erckens verkoopt zijn bedrijf aan de gemeente Bunde, omdat het anders zou worden onteigend. De gemeente wil in het gebied de wijk Bunderveld gaan bouwen. Bij de verkoopovereenkomst wordt bedongen dat de gemeente ook de belastingschade zal dragen. Evenwel hebben de gemeente en Erckens daarbij een andere opvatting van belastingschade op het oog. De gemeente meent dat belastingschade betrekking heeft op het bedrag dat Erckens extra aan belasting moet betalen, aangezien hij zijn bedrijf eerder heeft gestopt dan het geval was geweest indien hij het bedrijf had kunnen voortzetten (een bedrag dat de inspecteur van belastingen stelt op ƒ 2151,50). Erckens meent evenwel dat de belastingschade ook de inkomstenbelasting van ƒ 50.840 omvat, die hij moet betalen over de bedrijfsschadevergoeding van ƒ 127.100 die hij van de gemeente heeft ontvangen.

## Procesgang
Het vonnis van de rechtbank is door het hof vernietigd. De primaire vordering van Erckens is alsnog door het hof toegewezen, behalve het gevorderde "uitvoerbaar bij voorraad". Dit arrest is in cassatie vernietigd, terwijl het geding voor verdere behandeling is doorverwezen naar een ander hof. Erckens is veroordeeld in de kosten van het geding in cassatie.

## Rechtsvraag en Hoge Raad
Erckens stelt een vordering in tegen de gemeente, die weigert de ƒ 50.840 te betalen. Nu vecht Erckens bij de rechter aan dat er een overeenkomst tot stand gekomen is.
De Hoge Raad geeft een algemeen criterium om vast te stellen of bij het optreden van een misverstand een overeenkomst tot stand gekomen is:

dat (...) indien pp. die een overeenkomst wensen te sluiten, daarin een voor misverstand vatbare uitdrukking bezigen, die zij elk in verschillende zin hebben opgevat, het antwoord op de vraag of al of niet een overeenkomst tot stand is gekomen, in beginsel afhangt van wat beide pp. over en weer hebben verklaard en uit elkaars verklaringen en gedragingen, overeenkomstig de zin die zij daaraan in de gegeven omstandigheden redelijkerwijze mochten toekennen hebben afgeleid;

Daarbij geeft de Hoge Raad vier criteria:

dat daarbij onder meer een rol kan spelen:
a of de betekenis waarin de ene partij de uitdrukking [i.c. belastingschade] heeft opgevat meer voor de hand lag dan die waarin de ander haar heeft opgevat;

b of, indien deze uitdrukking een vaststaande technische betekenis heeft, de partij die van deze betekenis is uitgegaan, mocht verwachten dat ook de andere partij deze betekenis zou kennen;

c of de andere partij zich had voorzien van deskundige bijstand en de wederpartij mocht verwachten dat deze die betekenis kende en die andere partij daaromtrent voorlichtte;

d of een der door pp. aan de uitdrukking gehechte betekenissen zou leiden tot een resultaat dat met hetgeen pp. met de overeenkomst beoogden minder goed zou zijn te rijmen;

## Tot besluit
Het arrest Bunde/Erckens is van belang gebleven voor de beoordeling van geldigheid van een overeenkomst die tot stand gekomen is terwijl sprake was van een misverstand bij de sluitende partijen. De door de Hoge Raad gegeven criteria kunnen daarbij als maatstaf dienen. De gemeente Bunde hoefde de inkomstenbelasting niet te vergoeden aan Erckens.